# OmegaT
OmegaT — система автоматизированного перевода, поддерживающая память переводов, написана на языке Java. Возможности продукта включают сегментацию исходного текста на основе регулярных выражений, использование точных (англ. exact) и неточных (англ. fuzzy) соответствий с уже переведёнными фрагментами, использование словарей, поиск контекстов в базах данных переводов и работу с ключевыми словами.
Начиная с версии 2.04 OmegaT также может переводить текущий абзац текста через Google Translate.
Для работы OmegaT требуется версия Java Runtime Environment (JRE) версии 1.8, которая доступна для ОС Linux, Mac OS X и Microsoft Windows, Windows NT. Может работать с OpenJDK.

## История и разработка
Разработка OmegaT была начата Китом Годфри (англ. Keith Godfrey). Оригинальный движок был написан в 2000 году на C++. Но релиз, опубликованный в феврале 2001, был написан уже на Java. Начиная с 2002 года разработку и поддержку программы осуществляет сообщество Omegat.
Первая Java-версия имела свой собственный формат памяти переводов и требовала для работы Java 1.3. Она поддерживала документы StarOffice, а также тексты в обычной и Unicode-кодировке и HTML. Текст сегментировался на блоки (на практике это обычно означало сегментацию на абзацы). Однако в версии 1.6 было добавлено настраиваемое сегментирование на предложения, что сделало работу с программой значительно удобнее. В качестве формата памяти переводов начиная с версии 1.4b level2 используется стандартный .TMX.
В 2005 году в версии 1.6 появилось сегментирование по предложениям.
В версии 1.8 (2008 год) добавилась проверка орфографии.
Возможность создания плагинов добавлена в 2009 году в версии 2.0.
В версиях с 1.4.4 по 1.6.0 главным разработчиком был Максим Михальчук. В версиях до 1.7.1 релиз-менеджером был Генри Пейфферс (англ. Henry Pijffers). В настоящее время ведущим разработчиком является Алесь Булойчик. Менеджер проекта OmegaT — Эрон Медлон-Кэй (англ. Aaron Madlon-Kay).

## Поддерживаемые форматы
OmegaT поддерживает разнообразные форматы исходных документов.

### Непосредственно поддерживаемые форматы
| Формат файлов                                            | Расширение файлов                        |
| Обычные текстовые форматы                                | Обычные текстовые форматы                |
| -------------------------------------------------------- | ---------------------------------------- |
| ASCII-текст, закодированный текст                        | .txt, *.utf8 и др.                       |
| Пакеты ресурсов Java                                     | *.properties                             |
| PO-файлы для библиотеки интернационализации gettext      | *.po                                     |
| INI-файлы («Ключ=Значение»)                              | *.ini                                    |
| Файлы DTD                                                | *.dtd                                    |
| Файлы DokuWiki, MediaWiki                                | *.txt, *.utf8                            |
| Файлы субтитров SubRip                                   | *.srt                                    |
| Magento CE Locale CSV                                    | *.csv                                    |
| Текстовые форматы с разметкой                            |                                          |
| OpenDocument (OpenOffice.org / StarOffice / LibreOffice) | *.odt, *.ott, *.ods, *.ots, *.odp, *.otp |
| Microsoft Open XML                                       | *.docx, *.xlsx, *.pptx                   |
| HTML/XHTML                                               | *.html, *.xhtml,*.xht                    |
| HTML Help Compiler                                       | *.hhc, *.hhk                             |
| DocBook                                                  | *.xml                                    |
| Одноязычные XLIFF-файлы Okapi                            | *.xlf, *.xliff, *.sdlxliff               |
| QuarkXPress CopyFlowGold                                 | *.tag, *.xtg                             |
| Файлы ResX                                               | *.resx                                   |
| Ресурсы Android                                          | *.xml                                    |
| LaTeX                                                    | *.tex, *.latex                           |
| Файлы справки                                            | *.xml, *.hmxp                            |
| Typo3 LocManager                                         | *.xml                                    |
| Файлы локализации WiX                                    | *.wxl                                    |
| Iceni Infix                                              | *.xml                                    |
| Экспорт Flash XML                                        | *.xml                                    |
| Wordfast TXML                                            | *.txml                                   |
| Camtasia for Windows                                     | *.camproj                                |
| Файлы изображений SVG                                    | *.svg                                    |

С файлами старых проприетарных форматов Microsoft Office (Word, Excel и PowerPoint) OmegaT не может работать непосредственно, их необходимо перевести в формат OpenDocument (например, с помощью OpenOffice.org) или Microsoft Open XML с помощью Microsoft Office 2007/2010.

### Поддержка XLIFF
Программа Rainbow из фреймворка Okapi может конвертировать некоторые файловые форматы в формат XLIFF, который поддерживает OmegaT.
Также Rainbow может создать для таких документов все каталоги проекта OmegaT, чтобы облегчить их обработку в OmegaT.

### Поддержка файлов .ttx для Trados®
Используя фильтр Okapi TTX можно обрабатывать файлы .ttx Trados®.

## Локализация OmegaT
Пользовательский интерфейс и документация OmegaT переведены на 30 языков.
Переводчики-добровольцы могут перевести пользовательский интерфейс, краткое руководство «Быстрый старт» или всё руководство пользователя (либо все три компонента).
Все языковые файлы и переводы руководства пользователя включены в стандартную поставку OmegaT.

## Программное обеспечение, созданное на основе OmegaT

### Набор программ для перевода Autshumato
Autshumato состоит из инструмента автоматизированного перевода текста, выравнивателя, PDF-экстрактора, редактора TMX и открытой памяти переводов, основанной на собранных данных
В итоговую версию будут включены менеджер терминологии и машинный переводчик.
Элемент инструмента автоматизированного перевода текста построен на основе OmegaT, для запуска требуется также наличие OpenOffice.org.
Разработка финансируется правительственным Департаментом искусств и культуры Южно-Африканской Республики.

### Benten
Benten — редактор XLIFF на основе Eclipse.
Использует код OmegaT для обработки процесса нахождения совпадений в памяти переводов.
Частично финансируется правительством Японии.

### Boltran
Boltran — это автономное веб-приложение для автоматизированного перевода текста, которое имитирует работу с проектом OmegaT.
Создано на основе исходного кода OmegaT, и потому способно переводить всё, что может переводить OmegaT.
Имеет практически идентичные OmegaT управление глоссарием и возможности по нечёткому совпадению.
В настоящее время доступен только сервер Boltran на веб-сайте разработчиков. Однако в теории любой желающий может настроить открытый или закрытый сервер Boltran.

### OmegaT+
OmegaT+ — система автоматизированного перевода, которая является ответвлением OmegaT версии 1.4.5 в 2005 году. Принцип работы такой же, что и в OmegaT. Имеются свои возможности, но проекты не совместимы с OmegaT.

### OmegaT в Генеральном директорате по переводу Европейской комиссии
Генеральный директорат по переводу Европейской комиссии (DGT) использует OmegaT в качестве альтернативного инструмента автоматизированного перевода наряду с основным коммерческим инструментом. DGT поддерживает форк OmegaT (DGT-OmegaT) с адаптациями, улучшениями и новыми функциями, которые отвечают требованиям DGT, а также ряд вспомогательных приложений для интеграции OmegaT в свой рабочий процесс: мастер по автоматизации создания, обновления, пересмотра и доставки проектов, утилиту Tagwipe для очистки лишних тегов в документах docx и утилиту TeamBase для совместного использования памяти в режиме реального времени. Эти приложения предоставляются DGT как бесплатное программное обеспечение с открытым исходным кодом.